# Gargrave (Yorkshire du Nord)
Gargrave est un village et une paroisse civile du Yorkshire du Nord, en Angleterre.